# Spoorlijn Grafenberg - Gerresheim
De spoorlijn Grafenberg - Gerresheim was een Duitse spoorlijn en was als spoorlijn 12 onder beheer van DB Netze.

## Geschiedenis
Het traject werd door de Bergisch-Märkische Eisenbahn-Gesellschaft geopend in 1876 als verbindingsboog tussen de spoorlijn Düsseldorf - Hagen en de spoorlijn Aken - Kassel. Na omleggen van deze lijnen via Düsseldorf Hauptbahnhof in 1891 is de lijn gesloten. 

## Aansluitingen
In de volgende plaatsen is of was er een aansluiting op de volgende spoorlijnen:
Grafenberg
DB 13, spoorlijn tussen Düsseldorf-Rath en Düsseldorf-Lierenfeld
DB 2400, spoorlijn tussen Düsseldorf en Hagen
DB 2422, spoorlijn tussen de aansluiting Dora en Düsseldorf-Grafenberg
Gerresheim
DB 2550, spoorlijn tussen Aken en Kassel
DB 2423, spoorlijn tussen Düsseldorf-Derendorf en Dortmund Süd